# アレクサンドロス東征記
『アレクサンドロス東征記』（Anabasis Alexandri、古希: Ἀλεξάνδρου ἀνάβασις、古代ギリシア語ラテン翻字: Alexándrou anábasis）は、2世紀にアッリアノスにより書かれた、アレクサンドロス3世（アレクサンドロス大王）の東征の記録である。
ギリシャ語のanabasis は、海辺から内陸までの遠征を指すので（これに対し katabasis は「内陸から海辺への旅」を意味する）、原題の字義通りの意味は『アレクサンドロスの内陸への遠征』である。
著者アッリアノスは、アレクサンドロス3世の軍の指揮官で彼の後継者の一人であるプトレマイオス1世の書いたアレクサンドロス3世の伝記『アレクサンドロス大王伝』などの資料をもとに本書を記した。本書は、アレクサンドロス3世の遠征に関して現存する数少ない完全な報告書の一つであり、アレクサンドロス3世に関する評伝の中で最も重要なものと評されている。ただし、本書は軍事的記述を中心とする歴史書であり、アレクサンドロスの私生活やギリシャの政治における彼の役割などに関してはほとんど記載されていない。

## 構成

Alexandri anabasis（1575年）

全7巻から成るが、ほとんどの写本で、第8巻・補巻・別巻といった位置付けで『インド誌』（希: Ινδική ξυγγραφή）が付属されている。
- 第1巻 - 前336年秋-前333年春
  - 序言・史料
  - アレクサンドロス3世の即位（前336年）。コリントス同盟の盟主権継承。
  - 北方遠征
    - トリバッロイ人制圧。イストロス川（ドナウ川）を越えてゲタイ人を追う。
    - イリュリア諸族の蜂起。ペッリオン砦の戦闘。

  - テーバイの蜂起に対する南下と鎮圧。アテナイ使節による対応工作。
  - マケドニアの首都ペッラに一時帰還。旧都アイガイでオリュンピア競技祭を開催。
  - 東征開始（前334年）。ヘッレスポントス（ダーダネルス海峡）越えとトロイア詣で。
  - （第二序文 - 『東征記』執筆の動機）
  - グラニコス河畔の戦い
  - サルディス占領。トロアス地方制圧。エペソス解放。
  - ミレトス攻略戦
  - ハリカルナッソス攻略戦
  - 東征一年目の越冬。ゴルディオンでの全軍再集結。
- 第2巻 - 前333年春-前332年秋
  - メムノンおよびその後継者指揮のペルシア艦隊によるエーゲ海奪回作戦。
  - 「ゴルディアスの結び目」に関するエピソード。
  - キリキア門通過、タルソスへ。
  - イッソス攻略戦。逃走するダレイオス3世を追ってダマスコス占領。
  - シリア、ポイニキアへ。
  - テュロス包囲戦
  - ガザ攻略戦
- 第3巻 - 前332年秋-前329年夏
  - エジプト無血征服。アレクサンドレイア（アレクサンドリア）市の建設に着手。
  - エーゲ海におけるペルシア艦隊制圧完了の報告。
  - シリア、ポイニキアへ回帰。
  - ガウガメラの戦い
  - バビュロン、スーサを占領。
  - ペルシス門通過、ペルセポリス占領、王宮焼き払い。
  - エクバタナへ進出。ダレイオス3世の横死。
  - タプリア、マルディア地方（エルブルス山中）制圧。
  - アレイア地方、ドランギアナ地方へ侵攻。
  - ピロタスの陰謀と処刑。パルメニオンの暗殺。
  - カウカソス山（ヒンドゥークシュ山脈）越え。
  - バクトリア、ソグディアナ侵攻。オクソス川（アムダリヤ川）越え。ベッソスの引き渡し。
  - ヤクサルテス川（シルダリヤ川）に関する考察。
- 第4巻 - 前329年夏-前326年春
  - スキュタイ使者との交渉。
  - ヤクサルテス川（シルダリヤ川）河畔に、アレクサンドレイア・エスカテ（最果てのアレクサンドリア）建設。
  - ソグディアナ人・バクトリア人の連帯蜂起。マラカンダへ援軍送る。
  - ヤクサルテス川の戦い
  - ザリアスパでの冬営。ベッソス処刑。クレイトスを刺殺。
  - カッリステネスと跪拝礼。
  - スキュタイとコラスミアからの使者。
  - オクソス川（アムダリヤ川）を越え、ソグディアナ再侵攻。スピタメネスの反攻と死。
  - ナウタカへの全軍集結と冬営。
  - 「ソグディアナ岩」砦攻略戦。オクシュアルテスの投降。「コリエネス岩」砦攻略戦。
  - バクトラを出発してインドへ。
  - バジャウル・スワート地方の平定戦
  - インドス川（インダス川）の渡航準備。
- 第5巻 - 前326年春-前326年夏
  - インドス川（インダス川）を渡航し、タクシラへ到達。
  - ヒュダスペス河畔の戦い
  - アケシネス川一帯制圧。ヒュドラオテス川畔に進出。
  - サンガラ包囲戦。ヒュパシス川畔に進出。
  - 東征の断念、帰途へ。
- 第6巻 - 前326年秋-前324年初
  - ヒュダスペス川からインドス川（インダス川）水系の川下り。
  - 最西のインドス川（インダス川）へと合流する四支流の名称について。(((ヒュダスペス川→)アケシネス川)(←ヒュドラオテス川))←ヒュパシス川
  - パタラ[3]へ到達。
  - ガドロシア砂漠を西断。プラに到達。
  - パサルガダイ、ペルセポリスへ帰還。
- 第7巻 - 前324年春-前323年夏
  - アレクサンドロスの構想について。
  - インドの哲学者、タクシラで出会った「裸の哲学者」、その内の一人カラノスの同行と火葬について。
  - スーサに移動。ペルシア湾一帯を探査。ティグリス川を上がってオピスへ到着。
  - オピスでの騒擾事件。兵士たちとの諍いと和解。
  - エクバタナで全軍祝賀の神事・祭典諸競技。親友ヘパイスティオンの急死。
  - ヒュルカニア海（カスピ海）探索の指示。バビュロンへの帰還。
  - アラビア半島周航遠征の準備。
  - 諸部隊がバビュロンに集結。ギリシア使節による黄金冠の捧呈。「帝国軍」の編成。
  - アレクサンドロスの発病と死。著者の評価。

第8巻
- 『インド誌』
  - 第一部 - インドの自然と社会
    - インドス川（インダス川）以西の種族。ニュサの町の由来。
    - インドス川（インダス川）以東のインドについて。大きさ、インドス川（インダス川）とガンゲス川（ガンジス川）、パリンボトラ（パータリプトラ）。
    - ディオニュソスの伝説と、原始インド。
    - 非侵略的なインドの歴史。インドの葬制。最大の町パリンボトラ（パータリプトラ）について。
    - インド社会の7つの種姓（哲学者、農民、牧人、職人・商人、戦士、監督者、高官）。
    - インド動物誌 - 象、虎、大蟻、大蛇、毒蛇。
    - インドの風俗 - 衣服、化粧法、武器武具、馬具、乗り物、女性の貞操と結婚。

  - 第二部 - ネアルコスの沿岸航海
    - ヒュダスペス川畔での船団編成。インドス川（インダス川）水系の川下り開始。
    - インドス川（インダス川）河口からペルシア湾奥までの探査に対するアレクサンドロスの強い願望。艦隊指揮の任務を引き受けたネアルコス。
    - 艦隊の出航。アラビス川の河口に到達。コカラで食料調達。トメロス川河口で土着民と戦闘。
    - ガドロシア沿岸の「魚食民」の地を航行。モサルナに至る。
    - 「魚食民」について。
    - 鯨と遭遇。カルマニア沿岸に入る。
    - エリュトラ海（ペルシア湾）入り口（ホルムズ海峡）に差し掛かる。マケタ岬を望見。対岸バンダレ・アッバースに上陸休養。アレクサンドロスと再会。
    - ペルシア湾東岸沿いに航行。エウプラテス川（ユーフラテス川）河口に到達。
    - ティグリス川支流まで遡り、スーサへの渡河点で陸行軍と合流。全航程完結。
    - アラビア半島周航の地理的可能性について。

## 日本語訳
- 大牟田章 訳『アレクサンドロス大王東征記およびインド誌』 本文篇・註釈篇、東海大学出版会、1996年。ISBN 4486013557。
- 大牟田章 訳『アレクサンドロス大王東征記 付インド誌』 （上・下）、岩波書店〈岩波文庫〉、1996年。
  - 上：ISBN 4003348311、下：ISBN 400334832X。
- オーレル・スタイン、フラウィオス・アッリアノス『アレクサンドロス古道』同朋舎出版、1985年。国立国会図書館書誌ID:12184077。ISBN 4-8104-0441-2。
  - 本文中の表記は「アレクサンドロス遠征記」。以下の解説付き。
  - オーレル・スタイン 著「インダスに至るアレクサンドロスの道」
  - ウイリアム・ウッドソープ・ターン 著「バクトリアからインダスへ」